# Rollformulär

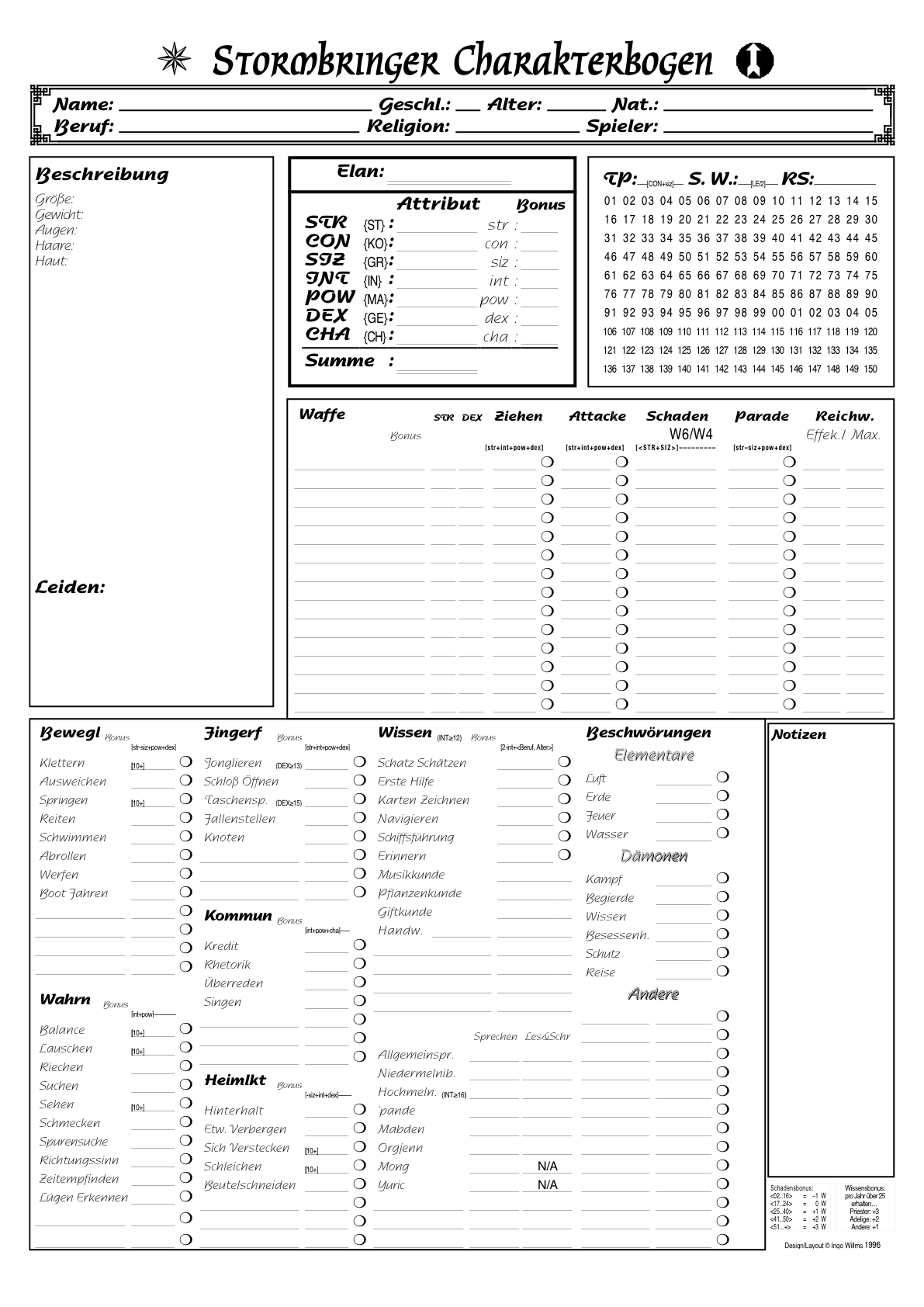
Ett inofficiellt rollformulär till rollspelet Stormbringer (på tyska).

Ett rollformulär är en dokumentation över en rollperson i ett rollspel. Det innehåller information, noteringar, spelstatistik och bakgrundsinformation som en spelare kan behöva under spelet. Nästan alla rollspel använder rollformulär på något sätt. Även regellätta system och friformspel dokumenterar information om rollpersoner på något sätt.
De elektroniska rollspelens motsvarighet kallas ofta statusskärm. Även vissa brädspel använder dokumentation som kan jämföras med rollformulär.